# Gewöhnliche Wasserschraube
Die Gewöhnliche Wasserschraube (Vallisneria spiralis), auch Schraubenvallisnerie genannt, ist eine Pflanzenart aus der Gattung Vallisneria innerhalb der Familie der Froschbissgewächse (Hydrocharitaceae). Diese submerse Wasserpflanze ist sehr weit verbreitet und wird zur Bepflanzung von Aquarien verwendet.

## Beschreibung

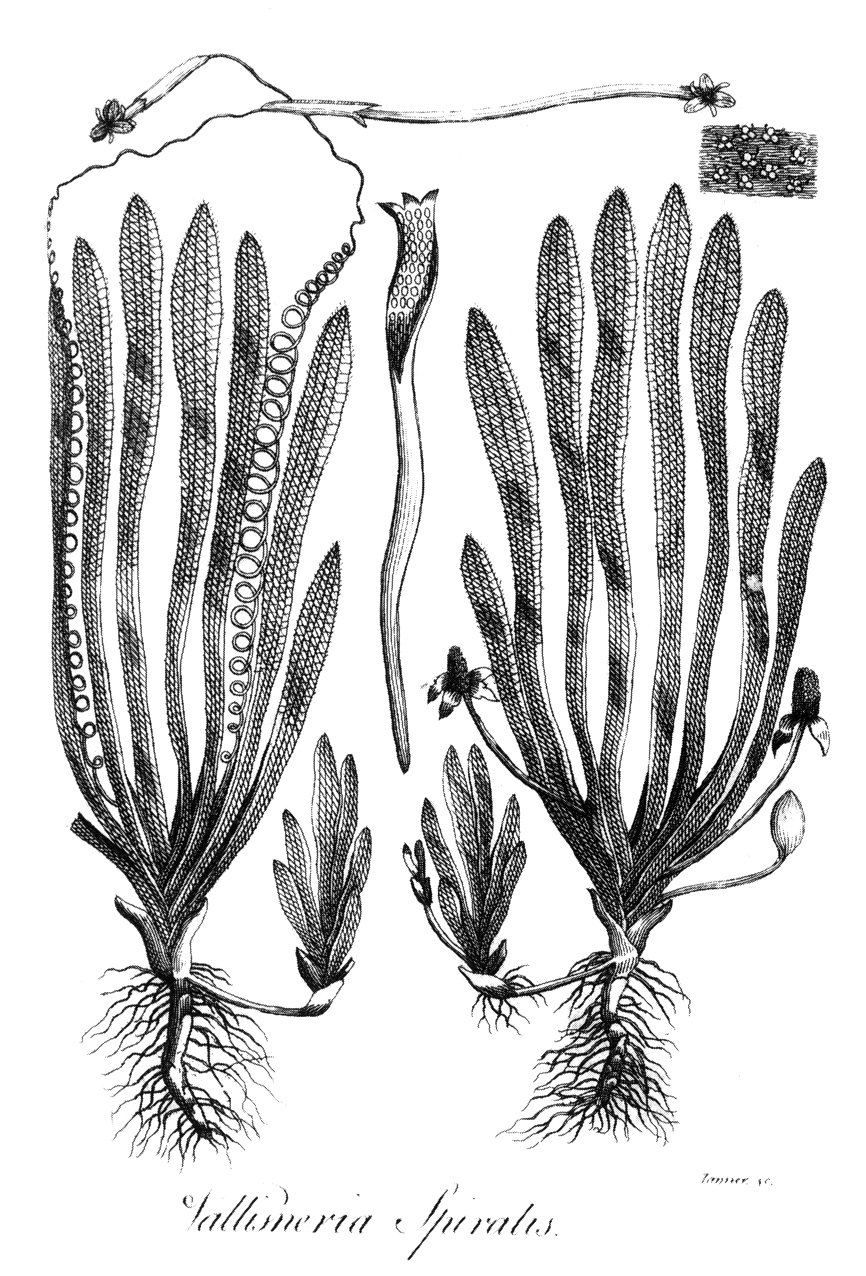
Illustration von Erasmus Darwin

### Erscheinungsbild und Blatt
Vallisneria spiralis ist eine immergrüne, ausdauernde krautige Pflanze. Sie bildet grobe, stielrunde, bis zu 10 Zentimeter lange Stolonen. Die grundständigen, linealischen, bandförmigen Laubblätter sind 50 bis 80 Zentimeter lang und 1 bis 1,5, selten bis zu 2 Zentimeter breit. Die sieben bis neun Blattadern verlaufen parallel, der Blattrand ist schwach gezähnt bis ganzrandig.

### Blütenstand und Blüte
Vallisneria spiralis ist zweihäusig getrenntgeschlechtig (diözisch). Bei männlichen Pflanzenexemplaren ist der Blütenstandsschaft 2 bis 3 Zentimeter lang und die Spatha bei einer Länge von etwa 6 Millimetern länglich. Die gestielten männlichen Blüten besitzen einen Durchmesser von etwa 0,5 Millimetern, und ihre ungleichen Kelchblätter sind zurückgekrümmt, und es sind zwei aufrechte Staubblätter vorhanden oder sie sind zu einem verwachsen. Beim weiblichen Blütenstand umhüllt eine 1 bis 2 Zentimeter lange Spatha über die Hälfte des Fruchtknotens, und sie endet zweilappig; Ihr fadenförmiger Blütenstandsschaft ist länger bis etwa gleich lang wie die Laubblätter und dreht sich bis zur Fruchtreife spiralförmig ein. Die haltbaren Kelchblätter der weiblichen Blüten sind bei einer Länge von 1,5 bis 4 Millimetern sowie einer Breite von 1 bis 2 Millimetern eiförmig-länglich mit stumpfem oberen Ende. Es sind schuppenförmige, rudimentäre Kronblätter vorhanden. Der Fruchtknoten ist 1,5 bis 2,5 Zentimeter lang. Die drei zweispaltigen Griffel enden in einer behaarten Narbe.

### Frucht und Samen
Die grünlich-gelben Früchte sind bis zu 20 Zentimeter lang und enthalten viele Samen. Die Samen sind 1,5 bis 3 Millimeter lang und spindelförmig bis zylindrisch.

### Chromosomenzahl
Die Chromosomenzahl beträgt 2n = 16, 20, 22, 24, 30, 33 oder 40.

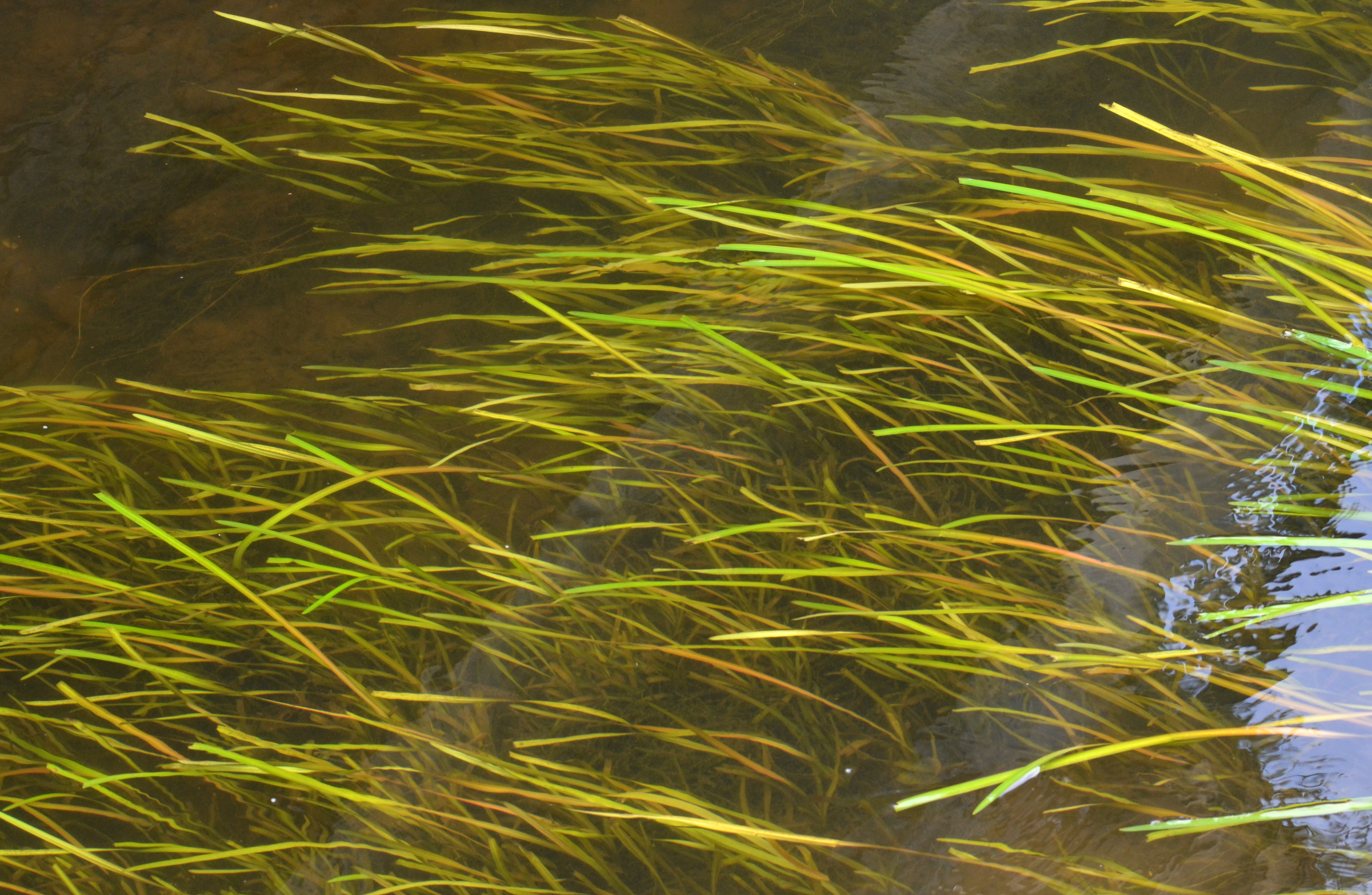
Überwiegend von Vallisneria spiralis bewachsene Stelle in der Dronne bei Brantôme

## Ökologie
Vallisneria spiralis ist ein Hydrophyt und wächst als submerse Wasserpflanze mit flutenden Laubblättern, die mit Faserwurzeln im Gewässergrund verankert ist.
Die Gewöhnliche Wasserschraube weist eine interessante Bestäubung, Befruchtung und Ausbreitung der Diasporen auf. Wenn die männliche Spatha unter Wasser aufgerissen ist, lösen sich die männlichen Blüten los und steigen mit geschlossenem Kelch an die Wasseroberfläche. Hier biegen sich die Kelchblätter nach hinten um und halten dann als kahnförmige Träger die Blüte an der Wasseroberfläche aufrecht. Die zwei Staubblätter stehen dann wie ein Segel darüber. Der Pollen ist verkittet. Die weibliche Blüte wird an ihrem gar nicht oder wenig gewundenen Blütenstandsstiel so weit emporgehoben, bis sie schräg liegend mit den oberen Teilen des Kelchs aus dem Wasser herausragt. Da diese Teile aber mit einem Wachsüberzug versehen sind, sind sie unbenetzbar und erzeugen mit ihrem Gewicht eine kleine Vertiefung in der Wasseroberfläche. Auch bei einer Wasserbewegung kommt dieser Teil der Blüte wieder in die gleiche Lage zurück. Die männlichen Blüten werden durch Wasserbewegung oder durch Wind herangetrieben und sammeln sich in der Vertiefung der Oberfläche, die die weibliche Blüte erzeugt hat. Die nun offenen Staubbeutel berühren dabei die zurückgekrümmten Narben und laden dabei den Pollen ab. Der Pollenschlauch wächst in wenigen Stunden durch den Griffelkanal bis zu den Samenanlagen. Nach der Befruchtung zieht sich durch ungleiches Flankenwachstum der Blütenstandsstiel spiralig zusammen, sodass die Frucht unter Wasser im Schutz der Blattrosette heranreifen kann. Mit der Reife fault der Blütenstandsstiel ab und die Samen werden durch Verfaulen der Fruchtwand frei.

## Vorkommen
Vallisneria spiralis eine weitverbreitete invasive Pflanze, ihr ursprüngliches Verbreitungsgebiet ist unklar. Man findet sie von Südwest-, Mittel-, Süd- und Südosteuropa über Westasien sowie dem Kaukasusraum bis Zentralasien, Indochina und Afrika. Es gibt Fundorte in Algerien, Ägypten, Sudan, Uganda, im Irak, in der Türkei, im russischen Nordkaukasus, in Usbekistan, Ungarn, in der Schweiz, in Moldawien, in der Ukraine, in Albanien, Bulgarien, Kroatien, Griechenland, Italien, Montenegro, Rumänien, Frankreich sowie Portugal.
Die ökologischen Zeigerwerte nach Landolt et al. 2010 sind in der Schweiz: Feuchtezahl F = 5u (untergetaucht), Lichtzahl L = 3 (halbschattig), Reaktionszahl R = 2 (sauer), Temperaturzahl T = 5 (sehr warm-kollin), Nährstoffzahl N = 2 (nährstoffarm), Kontinentalitätszahl K = 1 (ozeanisch).

## Systematik
Die Erstveröffentlichung von Vallisneria spiralis erfolgte 1753 durch Carl von Linné in Species Plantarum, Tomus II, S. 1015. Synonyme für Vallisneria spiralis L. sind: Vallisneria jacquinii Savi, Vallisneria michelii Savi, Vallisneria linnet Bercht. & J.Presl, Vallisneria jacquiniana Spreng., Vallisneria micheliana Spreng., Vallisneria pusilla Barbieri ex Bertol., Vallisneria aethiopica Fenzl, Vallisneria numidica Pomel. Von Vallisneria spiralis wurden mehrere Subtaxa beschrieben, je nach Autor werden sie unterschiedlich bewertet von Synonym bis zur eigenständigen Art.